# Frontex
Frontex (del francès Frontières extérieures) o Agència de gestió de fronteres de la Unió Europea és un òrgan descentralitzat de la Unió Europea (UE) que té com a objectiu millorar la gestió integrada de les fronteres exteriors dels Estats membres de la Unió.

## Història
El 2002 el Consell de la Unió Europea ratifica la creació d'un òrgan comú d'experts en fronteres exteriors a efectes de la gestió integrada d'aquestes, un organisme que és creat el 26 d'octubre de 2004. Finalment el 26 d'abril de 2005 s'estableix la seu a la ciutat polonesa de Varsòvia, entrant en funcions l'1 de maig del mateix any.
El seu actual director executiu és Hans Leijtens, des de l'1 de març de 2023.
El desembre de 2019 es va aprovar un nou reglament sobre la Guàrdia Europea de Fronteres i Costes que va permetre desplegar el primer cos permanent. Aquest va entrar en operació el gener de 2021 amb cinc-cents oficials (el reglament preveu que siguin tres mil el 2027). També, va introduir l'Oficina de Drets Fonamentals de Frontex amb supervisors de drets fonamentals que van començar la seva activitat el gener de 2021, 20 supervisors dels 40 previstos pel reglament.

## Funcions
Encara que els Estats membres són els responsables del control i la vigilància de les fronteres exteriors, l'Agència facilita l'aplicació de les mesures comunitàries relatives a la gestió d'aquestes fronteres:
- Coordinar la cooperació operativa entre Estats membres en matèria de gestió de les fronteres exteriors.
- Establir un model d'avaluació comuna i integrada dels riscos.
- Assistir als Estats membres per a la formació dels seus guàrdies de frontera.
- Realitzar el seguiment de l'evolució de la investigació en matèria de control i vigilància de les fronteres exteriors.
- Donar suport als Estats membres per organitzar operacions de retorn conjuntes.

Tanmateix, com a cos de guàrdia fronterera, d'ençà dels anys 2020 ha estat l'agència europea que ha afrontat més polèmiques i crítiques sobre violacions de drets humans de tots els òrgans de la UE, amb diverses crisis comunicatives i de credibilitat social.

## Cos permanent
Introduït el 2021, el cos permanent està format per funcionaris contractats per Frontex i delegats dels estats membres. Aquest cos pot desplegar-se a les fronteres exteriors de la UE per donar suport a autoritats nacionals en les seves tasques de control de fronteres i costes, així com de retorn d'immigrants.